# Байрэм, Боуэн
Боуэн Байрэм (англ. Bowen Byram; род. 13 июня 2001, Кранбрук, Британская Колумбия, Канада) — канадский хоккеист, защитник, выступает в НХЛ за клуб «Баффало Сейбрз». Обладатель Кубка Стэнли 2022 года.

## Биография

### Клубная карьера
Сын хоккеиста клубов НХЛ «Нью-Йорк Айлендерс» и «Чикаго Блэкхокс» Шона Байрэма.
На драфте НХЛ 2019 года был выбран «Колорадо Эвеланш» в первом раунде под общим 4-м номером. 19 июля 2019 года подписал трёхлетний контракт новичка с «Колорадо Эвеланш». Дебютировал в НХЛ 21 января 2021 года в матче с «Лос-Анджелес Кингз», который завершился поражением «Эвеланш» со счётом 4:2.
13 октября 2021 года в матче с «Чикаго Блэкхокс» забросил первую шайбу в карьере, а «Эвеланш» выиграли матч со счётом 4:2. В конце сезона «Эвеланш» впервые с 2001 и третий раз в истории выиграли Кубок Стэнли, а Байрэм сыграл 20 игр в плей-офф и отдал 9 результативных передач.
6 марта 2024 года Байрэм был обменян в «Баффало Сейбрз» на нападающего Кейси Миттельштадта.

### Карьера в сборной
В мае 2024 года вошёл в состав сборной Канады на чемпионат мира 2024 года. По итогам турнира сборная Канады, осталась без медалей, уступив в матче за бронзу сборной Швеции со счётом 4:2.